# ホットセル

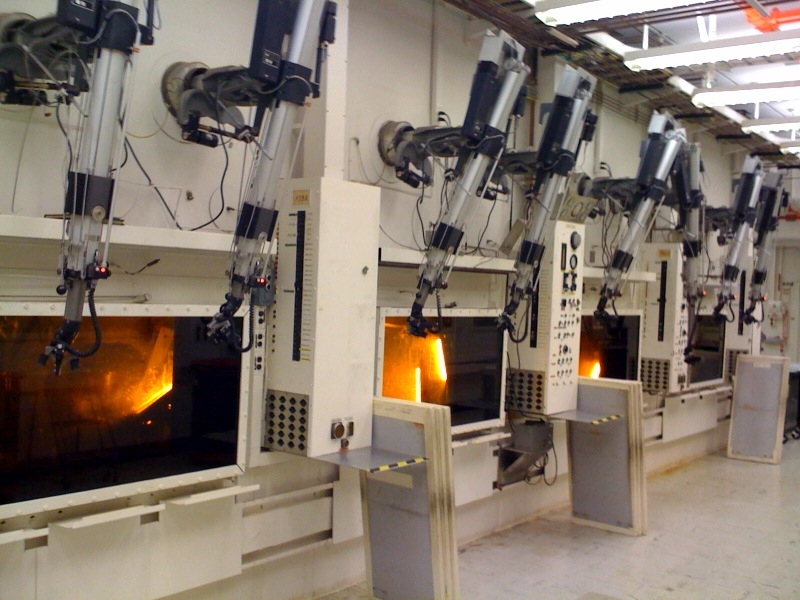
アルゴンヌ国立研究所のホットセル。各セルには、表示ウィンドウと2つのリモートマニピュレーターが装備されている。

「シールドされた放射線格納容器」は、一般的に
ホットセル（英語: Hot cell）と呼ばれる。ここでhot「熱い」という言葉は放射能を指す。ホットセルは、原子力エネルギー業界と核医学業界の両方で使用される。必要な機器を制御および操作できる安全な封じ込めボックスを使用することにより、放射性同位元素から人間を保護する必要がある。

## 原子力産業

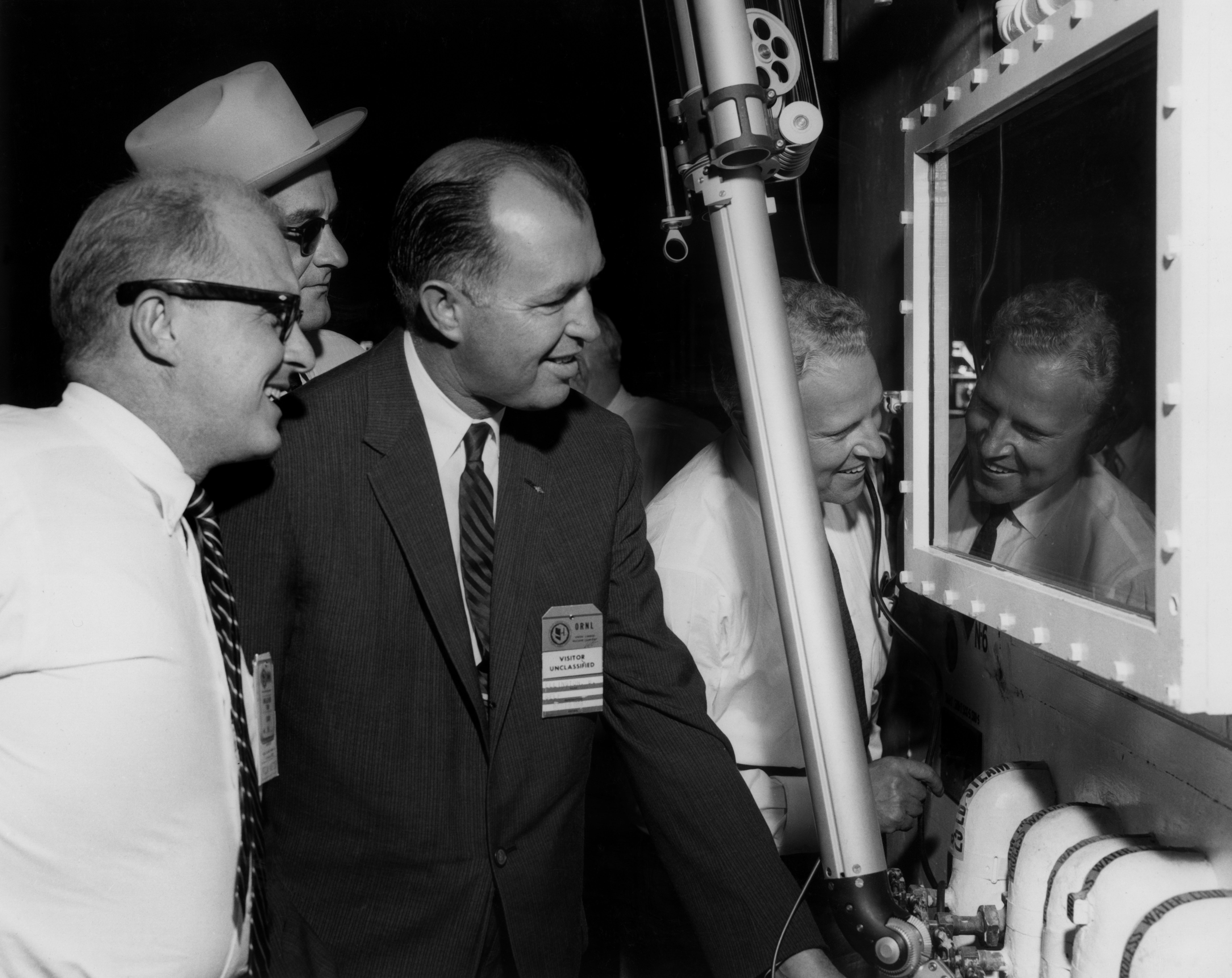
ケイスペンテコスト、リンドン・ジョンソン、ビュフォードエリントン、アルバート・ゴア・シニアがオークリッジ国立研究所のホットセルでリモート・マニピュレーターを操作している（1958年10月19日）

ホットセルは、使用済みの核燃料棒を検査したり、高エネルギーガンマ線エミッターである他のアイテムを操作したりするために使用される。例えば、原子炉または粒子加速器で照射された医療用同位体の処理は、ホットセルで実行される。ホットセルは、原子炉燃料からプルトニウムを抽出するために使用される化学的ステップを実行するために使用できるため、核増殖の懸念がある。使用済み燃料の切断、燃料の溶解、および核再処理PUREXプロセスの最初の抽出サイクル（高アクティブサイクル）は、ホットセルで行う必要がある。PUREXプロセスの2番目のサイクル（中アクティブサイクル）は、グローブボックスで実行できる。

## 核医学産業

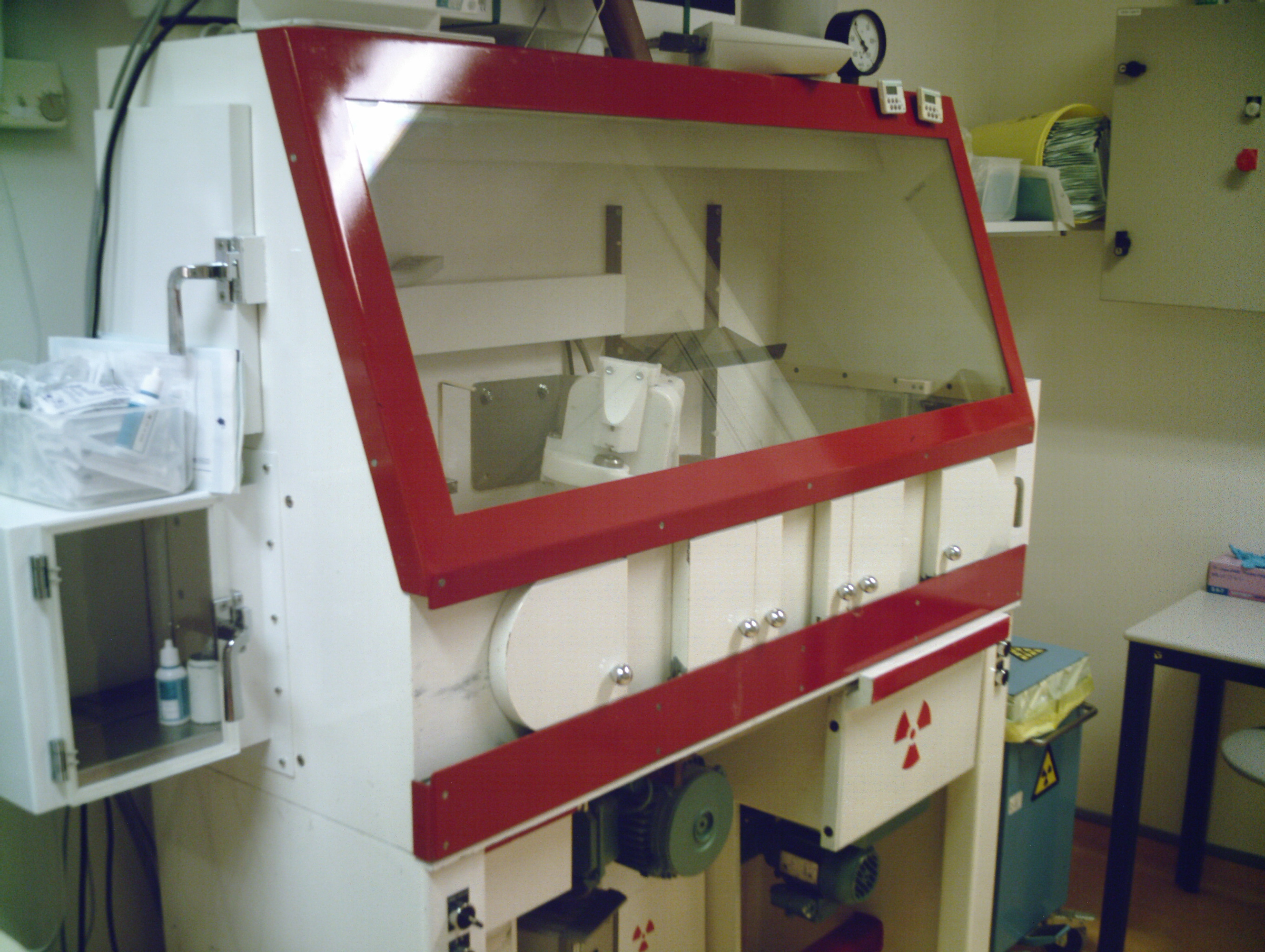
単一光子放射型コンピューター断層撮影で使用するためのテクネチウム99mの調製に使用される病院のホットセル。

ホットセルは、核医学で一般的に使用されている。
- GMPガイドライン（業界）に準拠した放射性医薬品の製造用。
- 放射性医薬品（病院）の操作と調剤用。

ユーザーは、放射性同位元素から放出される輝経路にさらされてはならない。したがって、通常、格納ボックスの周囲には、316ステンレス鋼またはPVCやコーリアンなどの他の材料でできている強力なシールドがある。このシールドは、鉛（一般的）またはコンクリート（非常に大きな壁が必要）またはタングステンなどの材料を使用することで確保できる。ホットセルに存在する放射能の量、放射性同位元素によって放出されるガンマ光子のエネルギー、および材料によって形成される中性子の数によって、シールドの厚さが決まる。たとえば、1キロキュリー (37 TBq)コバルト60の供給源は、1キロキュリー (37 TBq)の外面で同じ線量率を与えるイリジウム-192の供給源。また、カリホルニウムや使用済み核燃料などのアクチニド材料がホットセル内で使用されている場合は、中性子線量率を下げるために水またはポリエチレンの層が必要になる場合がある。

## ウィンドウの表示
ホットセル内を確認するのにはカメラが利用できる（定期的に交換が必要）。または、最も一般的には鉛ガラスを使用する。鉛ガラスにはいくつかの密度があるが、最も一般的なのは5.2 g/cm3。鉛等量を得るためにはおよそ2.5倍の厚さにが必要になる（例えは、10 mmPbを得るには25mm厚の鉛ガラス窓が必要）。古いホットセルは、ガラスタンク内のZnBr2溶液を使用して、高エネルギーガンマ線を遮断していた。これにより、ガラスを暗くすることなく放射線を遮蔽した（露出した鉛ガラスの場合と同様）。この溶液は、放射線の相互作用によって引き起こされた損傷も「自己修復」するが、溶液とガラスの光学インデックスの違いにより、光学歪みを引き起こす。

## リモート・マニピュレーター
テレマニピュレーターまたはトングは、ホットセル内の機器のリモート処理に使用されるため、指や手の大量の線量を回避できる。

## 手袋
鉛入り手袋は、より巧緻性が求められるときにトングと組み合わせて使用され、低放射線環境で使用することができる（病院の核医学研究所で使用されるホットセルなど）。一部の企業は、鉛入り手袋以上の巧緻性を提供するタングステン製手袋を開発、優れたシールドを備えている。格納容器の洗浄/滅菌プロセスに使用される化学物質はかなりの摩耗を引き起こすため、手袋は定期的に交換する必要がある。

## クリーンルーム
ホットセルは、空気分級がDからB（Cが最も一般的）の範囲のクリーンルームに配置できる。

## タイプ

### 研究開発セル
これらのセルは、新しい化学ユニットまたはプロセスをテストするためによく使用される。それらは、サイズが大きく異なる可能性のあるさまざまな化学ユニット（例：syntheraやtracerlab ）を使用するための柔軟性を必要とするため、一般的にかなり大きい。一部のセルはリモート操作が必要である。

### ミニセルを積み重ねる
このタイプのホットセルは、純粋に放射性医薬品の製造に使用される。化学ユニットが各セルに配置され、製造プロセスが開始され（サイクロトロンから放射性18 Fを受取る）、終了したら、セルは最低6時間閉じられたままになり、放射線が安全なレベルまで減少する。ここでは操作は必要ない。

### セルの生産と分配
製品を分配するのに用いられるセル。たとえば、 FDGがF-18とグルコースの混合によって生成されると、その内容物がいくつかの注射器または小瓶などに慎重に分配される。この段階では、リモート操作が非常に重要である。